# 埃尔巴赫 (巴登-符腾堡州)
埃尔巴赫（德語：Erbach，發音：[ˈɛʁbax] ⓘ）是德国巴登-符腾堡州蒂宾根行政区山地-多瑙县的城市，面积63.29平方千米，2023年12月31日人口为14,080人。